# آراسی
آراسی (به پرتغالی: Araci) یک منطقهٔ مسکونی در برزیل است که در باهیا واقع شده‌است. آراسی ۵۴٬۶۴۸ نفر جمعیت دارد.